# 張養正 (萬曆進士)
張養正，字士吉，號心宇，直隶大名府清丰县人，明朝政治人物。同进士出身。

## 生平
十一月十一日生，治诗经。萬曆七年（1579年）己卯科順天府乡试第一百四名举人，二十三年（1595年）乙未科會試第二百六十五名，廷試三甲第二百十四名进士，通政司觀政，二十四年二月丁父憂，二十六年十月授中書舍人，擢常盈仓户部分司主事。三十五年由户部员外郎晋升金華府知府，后改官九江府知府。

## 家族
张良玉。祖张鸾。父张尚素，永寿知县。母孫氏，继母王氏。具庆下。弟养蒙。娶高氏，子胤绳。